# Sant’Agnese fuori le mura (Kardinalstitel)
Den Kardinalstitel eines Kardinalpriesters von Sant’Agnese fuori le mura übertrug Papst Innozenz X. am 5. Oktober 1654 von Sant’Agnese in Agone nach Sant’Agnese fuori le mura.

## Titelinhaber
Camillo Ruini ist amtierender Kardinalpriester von Sant’Agnese fuori le mura.

| Name                                                        | Land        | Geboren       | Verstorben    | Ernennung     | Ernennung         | Anmerkungen |
| Name                                                        | Land        | Geboren       | Verstorben    | am            | durch Papst       | Anmerkungen |
| ----------------------------------------------------------- | ----------- | ------------- | ------------- | ------------- | ----------------- | --- |
| Camillo Ruini                                               | Italien     | 19. Feb. 1931 |               | 28. Juni 1991 | Johannes Paul II. | emeritierter Kardinalvikar |
| Vakant                                                      | Vakant      | Vakant        | Vakant        | 1988–1991     |                   | |
| Louis-Jean Guyot                                            | Frankreich  | 7. Juli 1905  | 1. Aug. 1988  | 5. März 1973  | Paul VI.          | Erzbischof von Toulouse |
| Carlo Confalonieri                                          | Italien     | 25. Juli 1893 | 1. Aug. 1986  | 15. Dez. 1958 | Johannes XXIII.   | 15. März 1972 Erhebung zum Kardinalbischof von Palestrina Kardinaldekan |
| Samuel Stritch                                              | USA         | 17. Aug. 1887 | 27. Mai 1958  | 18. Feb. 1946 | Pius XII.         | Erzbischof von Chicago Pro-Präfekt der Kongregation de Propaganda Fide |
| Adolf Bertram                                               | Deutschland | 14. März 1859 | 6. Juli 1945  | 5. Dez. 1919  | Benedikt XV.      | Kreiert in pectore im Konsistorium vom 4. Dezember 1916, veröffentlicht am 5. Dezember 1919; Erzbischof von Breslau                                                                            |
| Károly Hornig                                               | Ungarn      | 10. Aug. 1840 | 9. Feb. 1917  | 28. Mai 1914  | Pius X.           | Kreiert im Konsistorium vom 2. Dezember 1912; Bischof von Veszprém |
| Georg von Kopp                                              | Deutschland | 25. Juli 1837 | 4. März 1914  | 19. Jan. 1893 | Leo XIII.         | Kreiert im Konsistorium vom 16. Januar 1893; Bischof von Erzbischof von Breslau |
| Charles Martial Lavigerie                                   | Algerien    | 31. Okt. 1825 | 26. Nov. 1892 | 3. Juli 1882  | Leo XIII.         | Kreiert im Konsistorium vom 27. März 1882; Erzbischof von Algier und Karthago |
| Pietro Gianelli                                             | Italien     | 11. Aug. 1807 | 5. Nov. 1881  | 31. März 1875 | Pius IX.          | Kreiert im Konsistorium vom 15. März 1875; Kurienkardinal |
| Lorenzo Barili                                              | Italien     | 1. Dez. 1801  | 8. März 1875  | 24. Sep. 1868 | Pius IX.          | Kreiert im Konsistorium vom 13. März 1868; Präfekt der Kongregation für Ablässe und die heiligen Reliquien                                                                                     |
| Girolamo d’Andrea                                           | Italien     | 12. Apr. 1812 | 14. Mai 1868  | 18. März 1852 | Pius IX.          | Kreiert im Konsistorium vom 15. März 1852; Präfekt der Indexkongregation; 1860 Erhebung zum Kardinalbischof von Sabina                                                                         |
| Hugues-Robert Jean Charles de La Tour d’Auvergne-Lauraguais | Frankreich  | 14. Aug. 1768 | 20. Juli 1851 | 16. Apr. 1846 | Gregor XVI.       | Kreiert im Konsistorium vom 23. Dezember 1839; Bischof von Arras |
| Filippo Giudice Caracciolo CO                               | Italien     | 27. März 1785 | 29. Jan. 1844 | 30. Sep. 1833 | Gregor XVI.       | Kreiert im Konsistorium vom 29. Juli 1833; Erzbischof von Neapel |
| Vakant                                                      | Vakant      | Vakant        | Vakant        | 1831–1833     |                   | |
| Ignazio Nasalli-Ratti                                       | Italien     | 7. Okt. 1750  | 2. Dez. 1831  | Sep. 1827     | Leo XII.          | Kreiert im Konsistorium vom 25. Juni 1827; |
| Dionisio Bardaxí y Azara                                    |             | 7. Okt. 1760  | 3. Dez. 1826  | 27. Sep. 1822 | Pius VII.         | Kreiert im Konsistorium vom 8. März 1816 als Kardinalpriester von Santi XII Apostoli |
| Giuseppe Spina                                              | Italien     | 11. März 1756 | 13. Nov. 1828 | 24. Mai 1802  | Pius VII.         | Kreiert in pectore im Konsistorium vom 23. Februar 1801, veröffentlicht im Konsistorium vom 29. März 1802; Erzbischof von Genua; 21. Februar 1820 Erhebung zum Kardinalbischof von Palestrina  |
| Vakant                                                      | Vakant      | Vakant        | Vakant        | 1790–1802     |                   | |
| Luigi Valenti Gonzaga                                       | Italien     | 15. Okt. 1725 | 29. Dez. 1808 | 30. März 1778 | Pius VI.          | Kurienkardinal |
| Vakant                                                      | Vakant      | Vakant        | Vakant        | 1774–1778     |                   | |
| Etienne-René Potier de Gesvres                              | Frankreich  | 29. Jan. 1697 | 24. Juli 1774 | 2. Aug. 1758  | Benedikt XIV.     | Bischof von Beauvais |
| Frédéric-Jérôme de la Rochefoucauld de Roye                 | Frankreich  | 16. Juli 1701 | 29. Apr. 1757 | 10. Apr. 1747 | Benedikt XIV.     | Erzbischof von Bourges |
| Filippo Maria Monti                                         | Italien     | 23. März 1675 | 17. Jan. 1754 | 23. Sep. 1743 | Benedikt XIV.     | Kreiert im Konsistorium vom 9. September 1743 10. April 1747 Option nach Santo Stefano al Monte Celio                                                                                          |
| Serafino Cenci                                              | Italien     | 20. Mai 1676  | 24. Juni 1740 | 27. Juni 1735 | Clemens XII.      | Kreiert im Konsistorium vom 24. März 1734 Erzbischof von Benevent |
| Giorgio Spinola                                             | Italien     | 5. Juni 1667  | 17. Jan. 1739 | 20. Jan. 1721 | Clemens XI.       | Kreiert im Konsistorium vom 29. November 1719 15. Dezember 1734 Option nach Santa Maria in Trastevere Kardinalstaatssekretär                                                                   |
| Vakant                                                      | Vakant      | Vakant        | Vakant        | 1712–1721     |                   | |
| Rannuzio Pallavicino                                        | Italien     | 1633          | 30. Juni 1712 | 25. Juni 1706 | Clemens XI.       | Kreiert im Konsistorium vom 17. Mai 1706 |
| Vakant                                                      | Vakant      | Vakant        | Vakant        | 1698–1706     |                   | |
| Giambattista Spinola                                        | Italien     | Sep. 1615     | 7. Jan. 1704  | 20. Feb. 1696 | Innozenz XI.      | Kreiert im Konsistorium vom 1. September 1681, zunächst Kardinalpriester von Santa Cecilia in Trastevere; 7. April 1698 Option nach Santa Maria in Trastevere Erzbischof von Genua;            |
| Toussaint de Forbin de Janson                               | Frankreich  | 1. Okt. 1631  | 24. März 1713 | 10. Juli 1690 | Alexander VIII.   | Kreiert im Konsistorium vom 13. Februar 1690; 28. September 1693 Option nach San Callisto; Bischof von Beauvais                                                                                |
| Vakant                                                      | Vakant      | Vakant        | Vakant        | 1673–1690     |                   | |
| Federico Borromeo der Jüngere                               | Italien     | 29. Mai 1617  | 18. Feb. 1673 | 1672          | Clemens X.        | Kreiert im Konsistorium vom 8. März 1816, zunächst Kardinalpriester von Santi XII Apostoli |
| Vitaliano Visconti                                          | Italien     | 1618          | 7. Sep. 1671  | 19. März 1669 | Alexander VII.    | Kreiert in pectore im Konsistorium vom 15. Februar 1666, veröffentlicht im Konsistorium vom 7. März 1667; Erzbischof von Monreale;                                                             |
| Girolamo Farnese                                            | Italien     | 30. Sep. 1599 | 18. Feb. 1668 | 6. Mai 1658   | Alexander VII.    | Kreiert in pectore im Konsistorium vom 9. April 1657, veröffentlicht im Konsistorium vom 29. April 1657                                                                                        |
| Baccio Aldobrandini                                         | Italien     | 20. Aug. 1613 | 21. Jan. 1665 | 5. Okt. 1654  | Innozenz X.       | Kreiert im Konsistorium vom 19. Februar 1652 und ab 12. März 1652 Kardinalpriester von Sant’Agnese fuori le mura bis zur Aufhebung des Titels 1. April 1658 Option nach Santi Nereo e Achilleo |